# فلچر بوید
فلچر بوید (انگلیسی: Fletcher Boyd؛ زادهٔ ۲۶ ژانویهٔ ۲۰۰۸) بازیکن فوتبال است که در حال حاضر برای آبردین در پست هافبک بازی می‌کند.
از باشگاه‌هایی که در آن بازی کرده است می‌توان به آبردین اشاره کرد.
وی همچنین در تیم ملی فوتبال زیر ۱۶ سال اسکاتلند بازی کرده است.